# Genie Awards 2007
Die 27. Genie Awards wurden am 13. Februar 2007 verliehen. Bei diesem wichtigsten kanadischen Filmpreis dominierten wieder Filme aus der französischsprachigen Provinz Québec.
Alle fünf nominierten Regisseure stammen von dort. In den wichtigen Kategorien Bester Film und Bester Hauptdarsteller kam nur einer der fünf Nominierten aus dem englischsprachigen Teil Kanadas, nämlich Trailer Park Boys: The Movie und Colm Feore, beide gingen leer aus. Als Beste Hauptdarstellerinnen gab es zwei nichtfranzösische Nominierte, nämlich Sigourney Weaver für Der Geschmack von Schnee und Jodelle Ferland für Tideland, die auch nicht erfolgreich waren.
Mit dreizehn Nominierungen lag der Eishockeyfilm Maurice Richard (The Rocket) an der Spitze. Der zweite Favorit war die Actionkomödie Good Cop Bad Cop von Regisseur Eric Canuel mit elf Nominierungen. Achtmal nominiert war A Sunday in Kigali (Un dimanche a Kigali) von Robert Favreau, ein Liebesdrama während des Völkermordes in Ruanda. Bei den englischsprachigen Filmen war Tideland von Terry Gilliam sechsmal nominiert. Julia Kwans erster Kinofilm Eve and the Fire Horse hatte ebenfalls sechs Nominierungen.
Als Preisträger für den Besten Film wurde Good Cop Bad Cop ausgezeichnet. Der Gewinn des Golden Reel Awards stand wegen des finanziellen Erfolges fest, sonst gewann der Film nur für den Besten Ton. Der Eishockeyfilm Maurice Richard (The Rocket) wurde am häufigsten nämlich neunmal ausgezeichnet, u. a. Charles Binamé für die Beste Regie, Roy Dupuis als Bester Hauptdarsteller, Julie Le Breton als Beste Hauptdarstellerin und Stephen McHattie als Bester Nebendarsteller. Carrie-Anne Moss wurde Beste Nebendarstellerin für ihre Leistung in Der Geschmack von Schnee. 
Der Claude Jutra Award wurde 2007 erstmals geteilt.

## Gewinner und Nominierte

### Bester Film
Good Cop Bad Cop – Produzent: Kevin Tierney
The Little Book of Revenge (Guide de la Petite Vengeance) – Produzenten: Roger Frappier, Luc Vandal
Maurice Richard (The Rocket) – Produzenten: Denise Robert, Daniel Louis
Trailer Park Boys The Movie – Produzenten: Barrie Dunn, Mike Clattenburg, Michael Volpe
A Sunday in Kigali (Un dimanche à Kigali) – Produzenten: Lyse Lafontaine, Michael Mosca

### Beste Ausstattung
Michel Proulx – Maurice Richard (The Rocket)
Jean Bécotte – Good Cop Bad Cop
Mary-Ann Liu, Athena Wong – Eve and the Fire Horse
François Séguin – Angel's Rage (La Rage de l'ange)
Jasna Stefanovic – Tideland

### Beste Kostüme
Francesca Chamberland – Maurice Richard (The Rocket)
Sandy Buck – Eve and the Fire Horse
Michelline Amaaq – The Journals of Knud Rasmussen
Mario Davignon, Delphine White – Tideland
Michèle Hamel – A Sunday in Kigali (Un dimanche à Kigali)

### Beste Kamera
Pierre Gill – Maurice Richard (The Rocket)
Jan Kiesser – Beowulf & Grendel
Bruce Chun – Good Cop Bad Cop
Steve Cosens – Der Geschmack von Schnee (Snow Cake)
Nicola Pecorini – Tideland

### Beste Regie
Charles Binamé – Maurice Richard (The Rocket)
Eric Canuel – Good Cop Bad Cop
Jean-François Pouliot – The Little Book of Revenge (Guide de la Petite Vengeance)
Stéphane Lapointe – The Secret Life of Happy People (La Vie secrète des gens heureux)
Robert Favreau – A Sunday in Kigali (Un dimanche à Kigali)

### Bester Schnitt
Michel Arcand – Maurice Richard (The Rocket)
Jean-François Bergeron – Good Cop Bad Cop
Michel Grou – Cheech
Frédérique Broos – Congorama
Lesley Walker – Tideland

### Beste Filmmusik
Jean Robitaille – Without Her (Sans elle)
Hilmar Örn Hilmarsson – Beowulf & Grendel
Normand Corbeil – Cheech
Pierre Desrochers – The Secret Life of Happy People (La Vie secrète des gens heureux)
Michel Cusson – Maurice Richard (The Rocket)

### Bester Filmsong
Jennifer Kreisberg (Song „Have Hope“) – Unnatural & Accidental
Eric Lapointe, Stéphane Dufour, Jamil, (Song „Tattoo“) – Good Cop Bad Cop
Bramwell Tovey, Richard Bell, (Song „In a Heartbeat“) – Eighteen
Patrick Watson, Caroline Dhavernas, (Song „Trace-Moi“) – The Beautiful Beast (La belle bête)
Dan Bigras (Song „L'Astronaute“) – Angel's Rage (La Rage de l'ange)

### Bester Hauptdarsteller
Roy Dupuis – Maurice Richard (The Rocket)
Patrick Huard – Good Cop Bad Cop
Colm Feore – Good Cop Bad Cop
Olivier Gourmet – Congorama
Luc Picard – A Sunday in Kigali (Un dimanche à Kigali)

### Bester Nebendarsteller
Stephen McHattie – Maurice Richard (The Rocket)
Chit-Man Chan  – Eve and the Fire Horse
Michel Muller – The Little Book of Revenge (Guide de la Petite Vengeance)
Hugh Dillon – Trailer Park Boys The Movie
Robert Joy – Whole New Thing

### Beste Hauptdarstellerin
Julie Le Breton – Maurice Richard (The Rocket)
Ginette Reno – Le secret de ma mère
Sigourney Weaver – Der Geschmack von Schnee (Snow Cake)
Jodelle Ferland – Tideland
Fatou N’Diaye – A Sunday in Kigali (Un dimanche à Kigali)

### Beste Nebendarstellerin
Carrie-Anne Moss – Der Geschmack von Schnee (Snow Cake)
Vivian Wu – Eve and the Fire Horse
Marie Gignac – The Secret Life of Happy People (La Vie secrète des gens heureux)
Caroline Dhavernas – Niagara Motel
Emily Hampshire – Der Geschmack von Schnee (Snow Cake)

### Bester Ton
Dominique Chartrand, Gavin Fernandes, Nathalie Morin, Pierre Paquet – Good Cop Bad Cop
Daniel Pellerin, Gashtaseb Ariana, Jeff Carter – Eve and the Fire Horse
Claude Hazanavicius, Claude Beaugrand, Luc Boudrias, Bernard Gariépy Strobl – Maurice Richard (The Rocket)
David Lee, Douglas Cooper, Robert Farr – Tideland
Hans Peter Strobl, Jo Caron, Claude La Haye, Benoît Leduc, Bernard Gariépy Strobl – A Sunday in Kigali (Un dimanche à Kigali)

### Bester Tonschnitt
Claude Beaugrand, Olivier Calvert, Jérôme Décarie, Natalie Fleurant, Francine Poirier – Maurice Richard (The Rocket)
Jane Tattersall, Barry Gilmore, David McCallum, Donna Powell, Dave Rose – Beowulf & Grendel
Christian Rivest, Valéry Dufort-Boucher, Tchae Measroch, Louis Molinas, Hélène Verreau – Good Cop Bad Cop
Pierre-Jules Audet, Guy Francoeur, Guy Pelletier – Cheech
Marie-Claude Gagné, Guy Francoeur, Claire Pochon, Jean-Philippe Savard – A Sunday in Kigali (Un dimanche à Kigali)

### Bestes Original-Drehbuch
Philippe Falardeau – Congorama
Ken Scott – The Little Book of Revenge (Guide de la Petite Vengeance)
Stéphane Lapointe – The Secret Life of Happy People (La Vie secrète des gens heureux )
Martin Girard, Ghyslaine Côté – Le secret de ma mère
Ken Scott – Maurice Richard (The Rocket)

### Bestes adaptiertes Drehbuch
Robert Favreau, Gil Courtemanche – A Sunday in Kigali (Un dimanche à Kigali)
François Létourneau – Cheech
Mike Clattenburg, Robb Wells – Trailer Park Boys The Movie

### Bester Dokumentarfilm
Manufactured Landscapes – Jennifer Baichwal, Nick de Pencier, Gerry Flahive, Daniel Iron, Peter Starr
Der weiße Planet (La planète blanche) – Jean Lemire, Thierry Piantanida, Thierry Ragobert

### Bester Kurzfilm
Red (Le rouge au sol) – Maxime Giroux, Paul Barbeau
Big Girl – Renuka Jeyapalan, Anneli Ekborn, Michael Gelfand
Hiro – Matthew Swanson, Oliver-Barret Lindsay
Jack et Jacques – Marie-Hélène Copti
Snapshots for Henry – Teresa Hannigan, Charlotte Disher

### Bester animierter Kurzfilm
The Danish Poet – Eine Liebesgeschichte (The Danish Poet) – Torill Kove, Lise Fearnley, Marcy Page
Histoire tragique avec fin heureuse – Regina Pessoa, Patrick Eveno, Abi Feijò, Jacques-Rémy Girerd, Marcel Jean

## Spezialpreise

### Claude Jutra Award
Julia Kwan – Eve and the Fire Horse

Stéphane Lapointe – The Secret Life of Happy People (La Vie secrète des gens heureux)

### Golden Reel Award
Good Cop Bad Cop – Produzenten: Kevin Tierney, Guy Gagnon, Patrick Roy

### Make-Up Design
Nick Dudman – Beowulf & Grendel